# Килнік (Алба)
Килнік (рум. Câlnic) — село у повіті Алба в Румунії. Входить до складу комуни Килнік.
Село розташоване на відстані 250 км на північний захід від Бухареста, 21 км на південь від Алба-Юлії, 99 км на південь від Клуж-Напоки.

## Населення
За даними перепису населення 2002 року у селі проживали 1328 осіб.
Національний склад населення села:
| Національність | Кількість осіб | Відсоток |
| -------------- | -------------- | -------- |
| румуни         | 906            | 68,2%    |
| цигани         | 409            | 30,8%    |
| угорці         | 7              | 0,5%     |
| німці          | 5              | 0,4%     |

Рідною мовою назвали:
| Мова      | Кількість осіб | Відсоток |
| --------- | -------------- | -------- |
| румунська | 1313           | 98,9%    |
| угорська  | 6              | 0,5%     |
| циганська | 5              | 0,4%     |